# مسرح ومتحف دالي

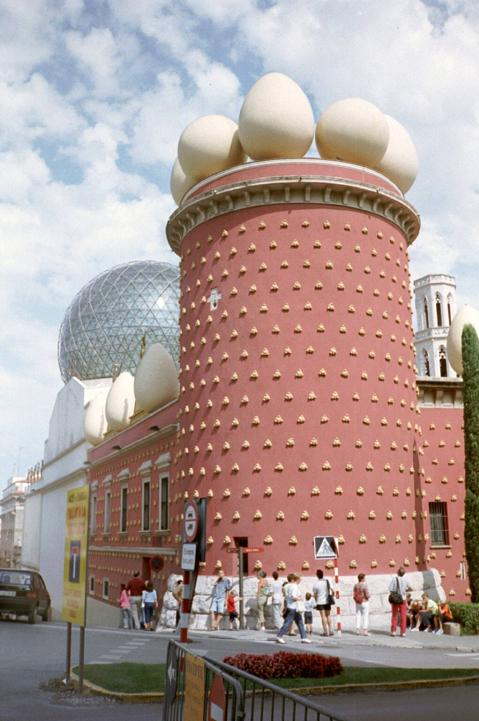
مدخل المتحف

مسرح ومتحف دالي (بالكتلانية:Teatre-Museu Dalí) هو متحف الفنان سلفادور دالي في مسقط رأسه في مدينة فغيراس في كتلونيا.

## تاريخ
وسط المتحف هو البناء الذي كان يضم مسرح البلدة في الوقت الذي كان فيه دالي طفلا. كما كان المكان الذي عرضت فيه أولى لوحات سالفادور دالي الشاب.
تم قصف المسرح القديم أثناء فترة الحرب الأهلية الإسبانية، وظل في حالة من الخراب ولمدة عقود، حتى قرر دالي وعمدة فغيراس إعادة بنائه كمتحف يكرس أعمال أشهر أبناء المدينة في العام 1960. يحتل المتحف أيضا مبان وأفنية مجاورة لمبنى المسرح القديم.
تم افتتاح المتحف في العام 1974 مع معارض متواصلة في فترة أواسط الثمانينيات، ويضم أكبر مجموعة من الأعمال الوحيدة والكثيرة لسلفادور دالي.

## اللوحات الموجودة فيه
وبالإضافة للوحات دالي عبر سنين عمله، توجد منحوتات لدالي، وكولاجات ثلاثية الأبعاد، أجهزة ميكانيكية، غرفة معيشة بأريكة تبدو مشابهة لوجه الممثلة الأمريكية ماي وست عند النظر إليها من زاوية معينة.

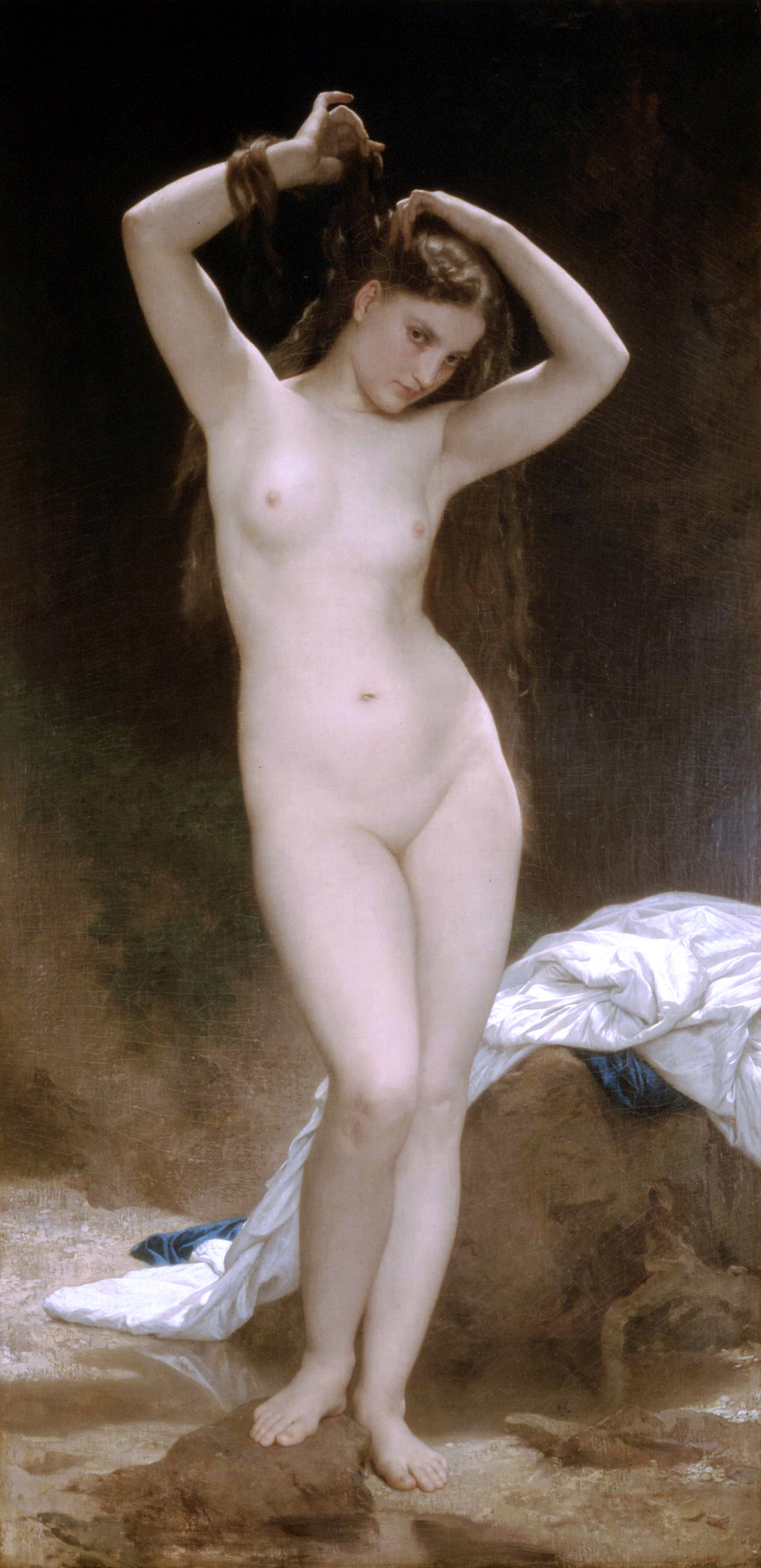
بينيوز بريشة الفنان الفرنسي ويليام بوغيرو مسرح ومتحف دالي في كتالونيا.

المتحف يضم كذلك مجموعة من الأعمال واللوحات الفنية لفنانين آخرين قام دالي بجمعها تتراوح من أعمال للغريكو إلى مارسيل دوشامب. أضافة إلى غاليري تم تخصيصه لأعمال صديق دالي والغنان الكاتلوني أنتوني بتكسوت والذي صار مديرا للمتحف بعد وفاة دالي، الذي دفن في سرداب الطابق السفلي للمتحف (البدروم).
و من أهم محتويات المتحف هي: Port Alguer والتي رسمت في 1924، إضافة إلى:
- L'espectre del sex-appeal 1932
- Autoretrat tou amb bacon fregit 1941
- Poesia d'Amèrica-Els atletes còsmics 1943
- Galarina 1944-45
- La panera del pa 1945
- Leda atòmica 1949
- Galatea de les esferes 1952
- 1968 Crist de la Tramuntana

وهناك أيضا مجموعة من الأعمال التي تعبر عن رؤية الفنان مثل: غرفة ماي وست، غرفة بالاو ديل فينت "Palau del Vent" وتمثال تذكاري لفرانسيسك بوخولس.

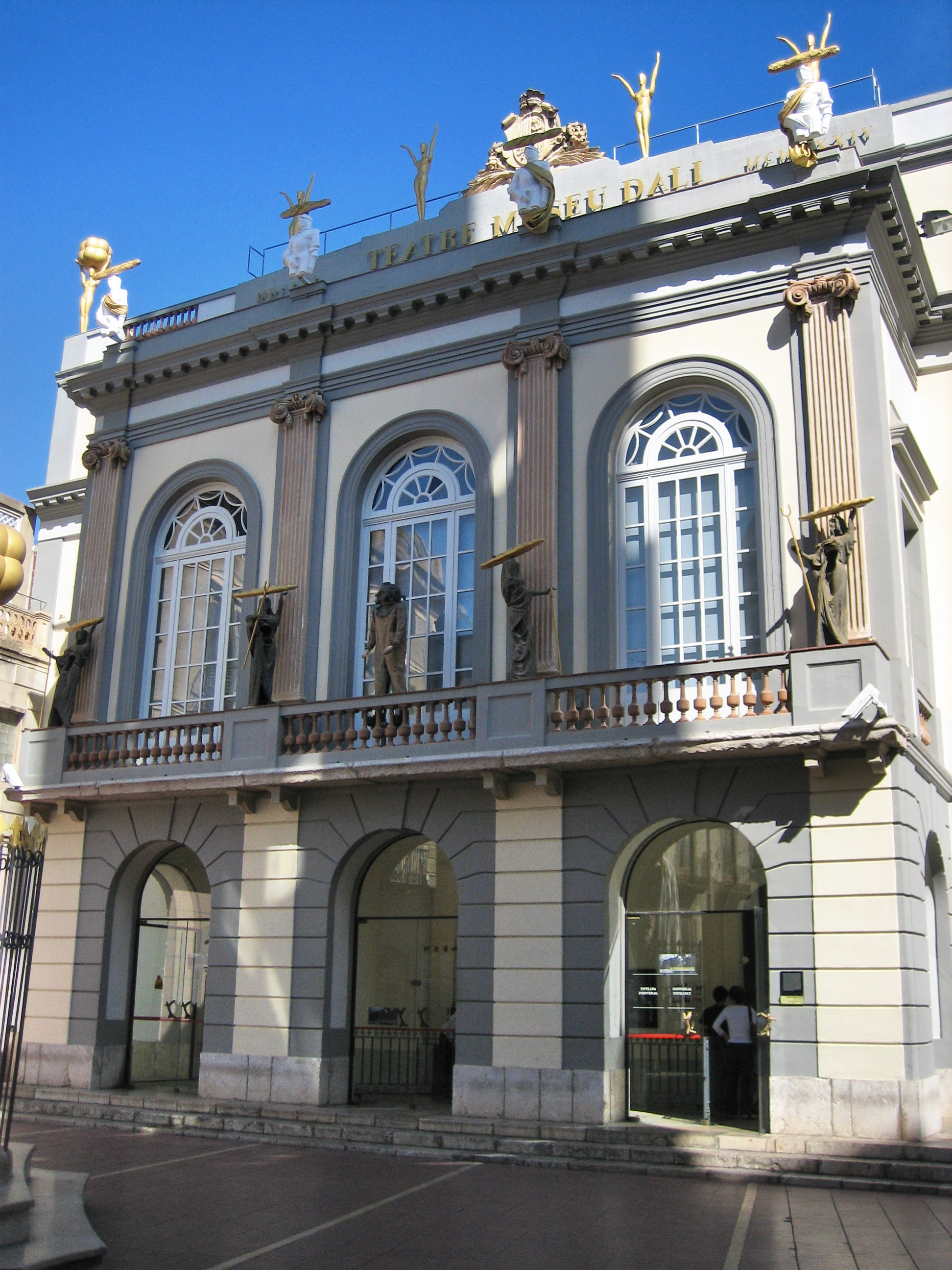
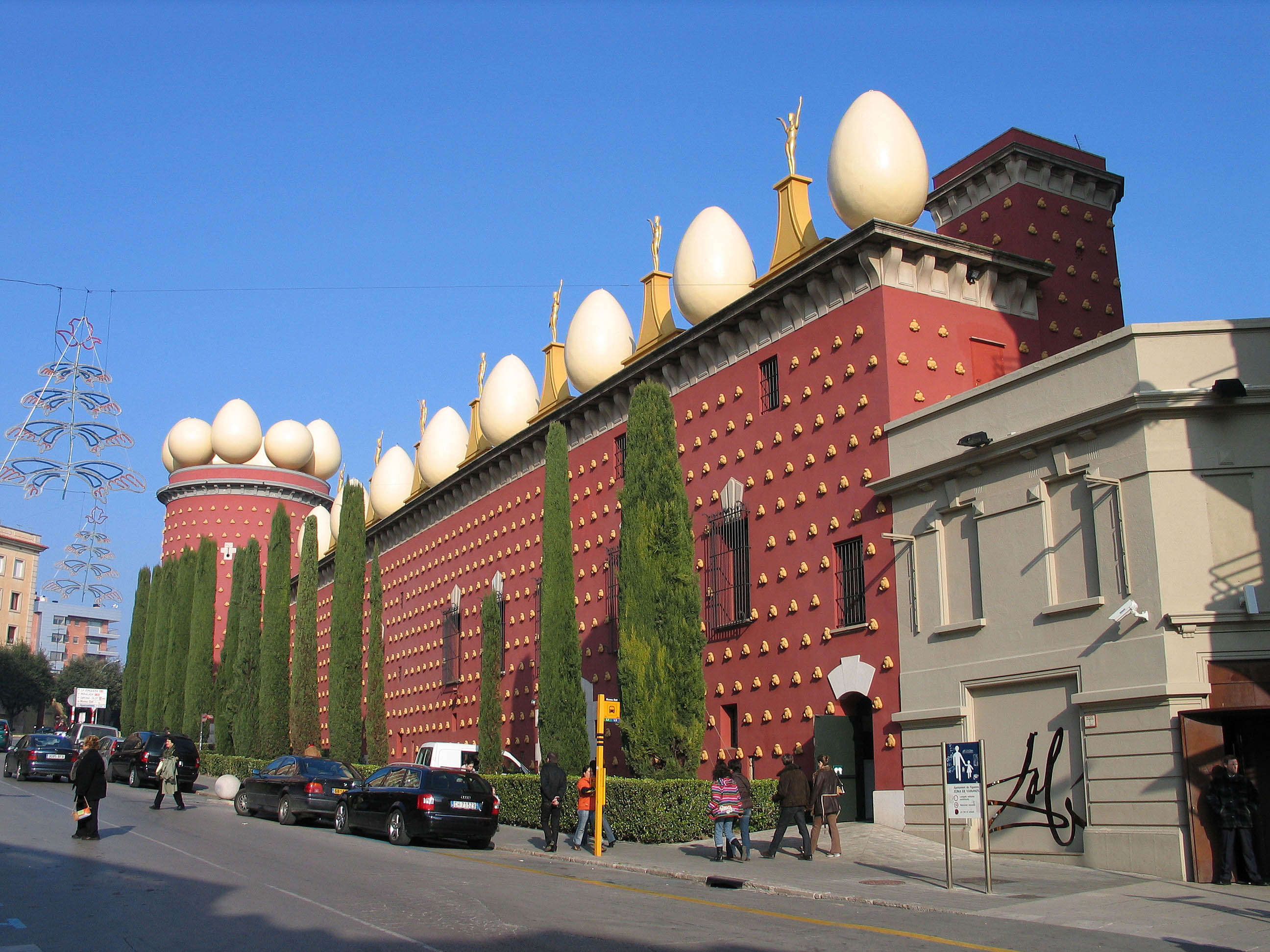
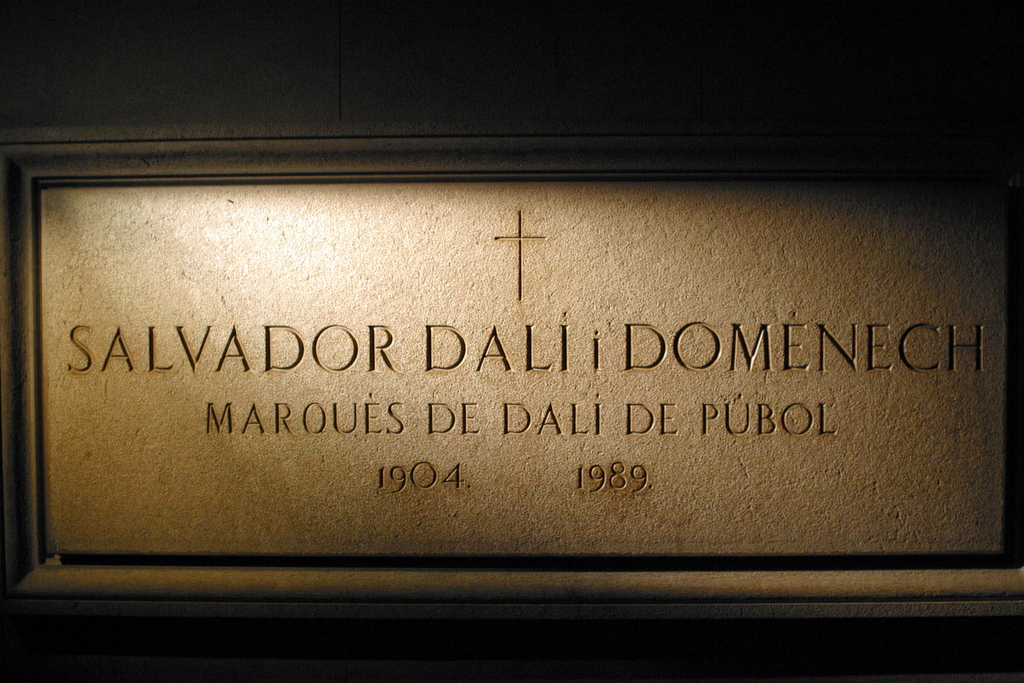
مرقد سلفادور دالي

## وصلات خارجية
- مسرح ومتحف دالي نسخة محفوظة 25 يونيو 2014 على موقع واي باك مشين. (بالإنجليزية)